# Фаторија Мартина (Порденоне)
Фаторија Мартина је насеље у Италији у округу Порденоне, региону Фурланија-Јулијска крајина.
Према процени из 2011. у насељу је живело 55 становника. Насеље се налази на надморској висини од 122 м.